# Mu (kana)
En l'escriptura japonesa, els caràcters む (hiragana) i ム (katakana) són dues mores o kanes que ocupen la 33a posició en el sistema modern d'ordenació alfabètica gojūon (五十音), entre み i め; i el 23è en el poema iroha, entre ら i う. En fonologia, una mora és la unitat superior al segment i inferior a la síl·laba.
En la taula de l'ordre gojūon (per columnes, i de dreta a esquerra), es troba en la sisena columna (ま行, columna «ma») i la tercera fila (う段, fila «U»).

La taula gojūon

El caràcter む prové del kanji 武, mentre que ム prové de 牟.

## Romanització
Segons els sistemes de romanització Hepburn modificat, Kunrei-shiki i Nihon-shiki, む, ム es romanitzen com a "mu".

## Escriptura
|  | El caràcter む s'escriu amb tres traços: 1. Traç horitzontal. 2. Traç vertical que talla el primer, forma un bucle cap a l'esquerra, segueix baixant, gira i segueix horizontalment cap a la dreta. En la part final es pot apreciar un "pic" cap amunt. 3. Petit ganxo a la part dreta del caràcter.                        |
|  | El caràcter ム s'escriu amb dos traços: 1. Traç compost per una línia diagonal encara que molt inclinada cap avall a l'esquerra i una línia quasi horitzontal encara que lleugerament inclinada cap amunt. 2. Traç curt diagonal cap avall a la dreta (encara que lleugerament corb) que toca la part final del primer traç. |

## Altres escriptures
| み / ミ en braille japonès     | み / ミ en braille japonès                                   |
| ------------------------------ | ------------------------------------------------------------ |
| み / ミ mi                     | みい / ミー mī                                               |
| ⠷ (braille pattern dots-12356) | ⠷ (braille pattern dots-12356) · ⠒ (braille pattern dots-25) |

- Alfabet fonètic: 「無線のム」 (la «mu de musen», on musen vol dir sense fils o ràdio)
- Codi Morse:[7] －